# Treherbert
Treherbert är en community i Storbritannien.   Den ligger i kommunen Rhondda Cynon Taf och riksdelen Wales, i den södra delen av landet, 240 km väster om huvudstaden London.
Communityn består av centralorten Treherbert och byarna Blaencwm, Blaenrhondda, Tynewydd samt omgivande landsbygd.